# 뉴질랜드의 선거
뉴질랜드는 의원들이 선거를 통해 의석을 차지하는 단원제 뉴질랜드 의회가 있는 간접 민주제 국가다. 총선은 일반적으로 3년마다 한 번씩 치러지며, 조기선거는 뉴질랜드의 총리의 재량에 따라 총독에게 자문을 구해 더 일찍 열릴 수 있지만, 이는 보통 불신임 결의나 기타 예외적인 상황에서만 발생한다. 의회 임기 중 선거구가 비게 될 경우 보궐 선거가 실시된다. 선거일은 항상 토요일이지만, 사전 투표도 선거일 이전에 가능하다. 가장 최근의 총선은 2023년 10월 14일에 치러졌다.
뉴질랜드는 비례 대표제로 인해 다당제를 채택하고 있다. 1993년 혼합비례대표제(MMP) 투표 시스템의 도입은 20세기 선거 제도에 가장 중요한 변화를 가져왔다. 선거 관리는 선거 위원회가 담당한다. MMP 도입 이후로 대부분 소수당 정부나 연립 정부가 구성되었지만, MMP 도입 이후 처음으로 단독 과반을 차지한 정당은 2020년 저신다 아던이 이끈 뉴질랜드 노동당이었다.
지방 정부 정치인들, 예를 들어 시장과 의원들은 3년마다 열리는 지방 선거에서 선출된다. 대부분의 지방 선거는 단순 다수제(FPP) 투표 시스템을 사용하지만, 2022년 마지막 지방 선거에서는 15개 시의회가 단기 이양식 투표 제도를 사용했다. STV 시스템은 2000년대부터 점차적으로 시의회 선거 때 채택되고 있다.